# Hieracium gigantellum
Hieracium gigantellum es una especie de planta con flor del género Hieracium, de la familia Asteraceae, orden Asterales.

## Distribución
Hieracium gigantellum se distribuye por el Cáucaso Norte y el Transcáucaso.

## Taxonomía
Fue descrita científicamente por Litv. & Zahn.
Tratamiento taxonómico
La especie aparece registrada y publicada en Repert. Spec. Nov. Regni Veg.